# Идентификация тела

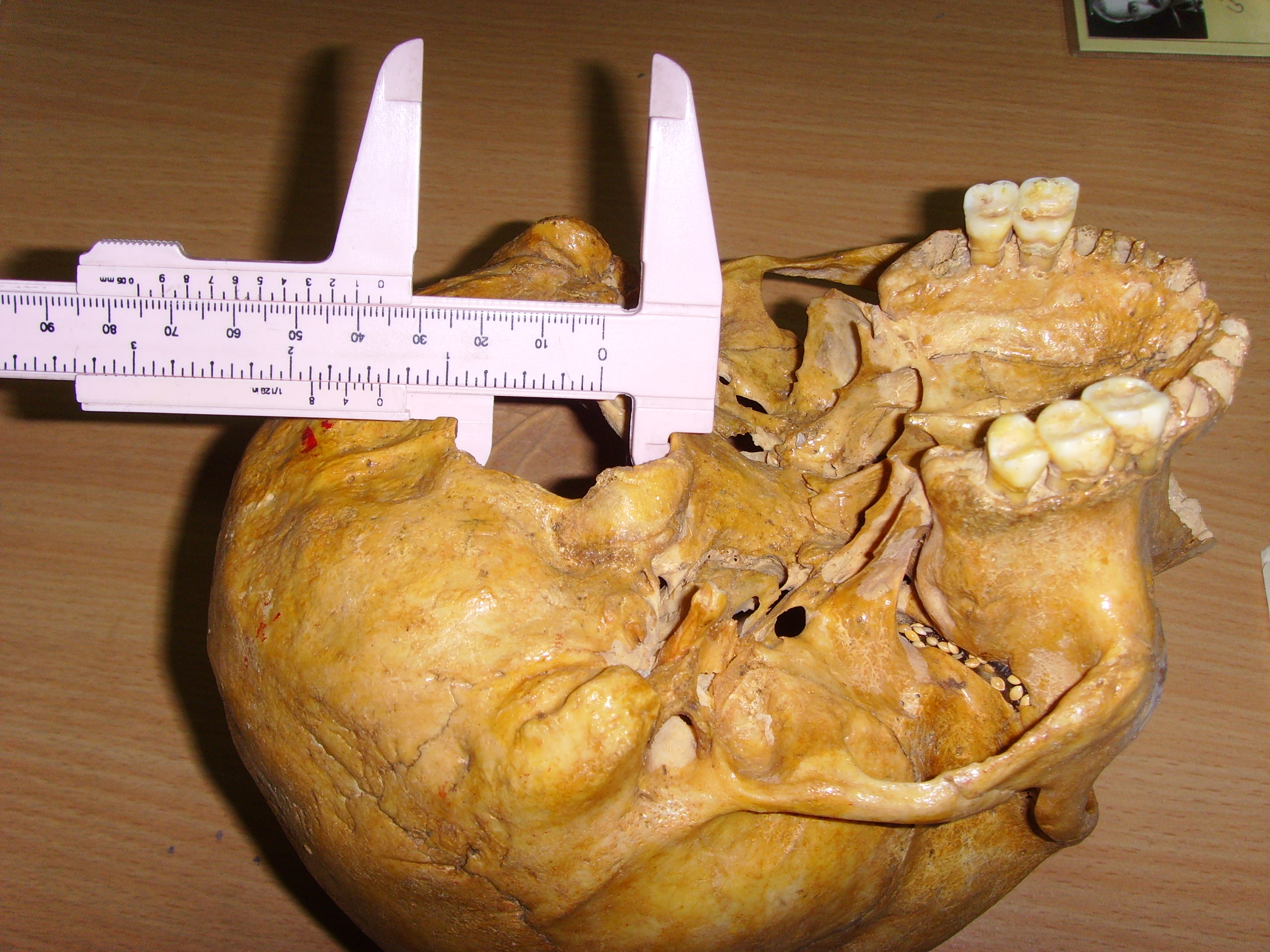
Измерение черепа

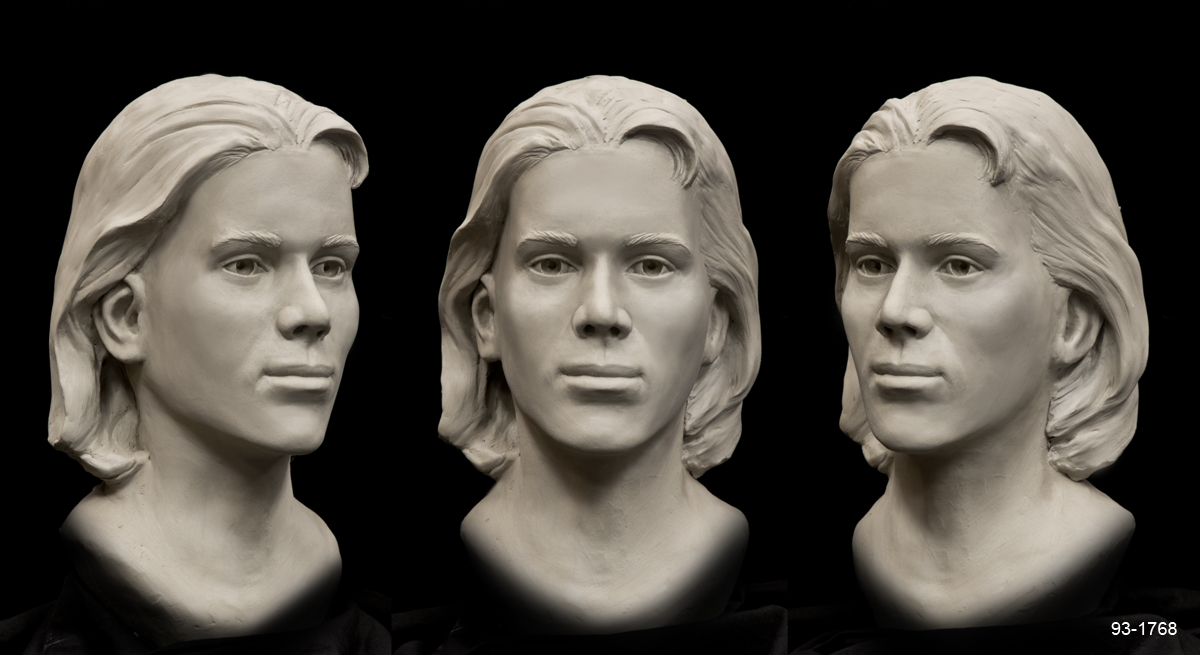
Реконструкция головы по черепу, неизвестная жертва убийства, тело которой было найдено в Неваде в 1993 году

Идентификация тела  — это отрасль криминалистики, целью которой является идентификация тела исследователями. 
Если на момент обнаружения тело находится на ранней стадии разложения, или на нем отсутствуют повреждения, то опознать личность человека могут люди, лично знавшие этого человека при жизни.
Перед тем, как подтвердить личность и продолжить расследование, следователи сравнивают полученные сведения с такими вспомогательными документами, как водительское удостоверение, паспорт или другие удостоверения личности с фотографиями.
Если такие способы не помогают идентифицировать тело, то могут быть применены следующие методы:
- дактилоскопический;
- сравнительно-анатомический;
- идентификация по стоматологическому статусу (учитывает возрастные, врожденные и приобретенные характеристики зубочелюстной системы, которые сравниваются с данными медицинской документации из стоматологических клиник);
- краниометрический (определении по внешним признакам черепа расы, пола, возраста, описания внешних черт лица по черепу с последующим сравнением с предоставленными фотографиями разыскиваемого);
- молекулярно-генетический (генетическая экспертиза).

## Военная идентификация
Во многих случаях тела людей, которые погибли во время прохождения военной службы, остаются неопознанными, например, из-за того, что поиск их тел занимал слишком много времени, или по иным причинам. Если неопознанные тела военных возвращают на родину, то соблюдаются определенные правила их перевозки как дань уважения погибшему. В Соединённых Штатах Америки военнослужащие из разных военных частей контролируют доставку и транспортировку тел своих сослуживцев. При осмотре тела, личность которого не установлена, его накрывают белым полотном, которое снимают лишь когда погибшего удалось идентифицировать. После установления личности погибшего, его хоронят в сопровождении членов военной части, в которой он служил при жизни.